# Juan Martagón Romero
Juan Martagón Romero (Sevilla, 22 d'octubre de 1967) és un exfutbolista andalús, que ocupava la posició de defensa.

## Trajectòria
Es va formar a les categories inferiors del Sevilla FC, i debuta amb el primer equip a la temporada 88/89, en la qual jugaria 14 partits. Va militar a l'equip sevillista durant nou temporades, en les quals va sumar fins a 220 partits a la màxima divisió. En tots eixos anys, Martagón va oscil·lar entre la titularitat o temporades més discretes, però sense baixar de la quinzena de partits per any. Amb tot això, va ser un dels jugadors més representatius del Sevilla durant la dècada dels 90.
El 1997 el Sevilla perd la categoria i Martagón fitxa per l'Hèrcules CF. Posteriorment, militaria a les files del Granada CF.